# 博物馆志愿人员
博物館志願人員是指經由博物館公開向社會公告，所募集一群志願提供個人時間與精力為博物館工作的社會人士。基本上博物館志願人員沒有因為在博物館工作而獲得博物館所提供的金錢酬勞，但博物館視志願人員為其為員工成員的一份子，提供保險、免費入館、訓練與教育課程。

在台灣，博物館志願人員稱之為博物館志工或義工，最早發展博物館義工制度的是國立自然科學博物館，由於其發展的極為成功，影響所及讓台灣的社會教育與文化機構紛紛組織義工團隊，並正視志願服務人員為社會資源的一部分。